# Kid Krow
Kid Krow (tạm dịch: quạ non) là album phòng thu đầu tay của nam ca sĩ kiêm sáng tác nhạc người Mỹ Conan Gray. Album được ra mắt vào ngày 20 tháng 3 năm 2020 bởi hãng đĩa Republic Records với 12 ca khúc. Các ca khúc được chính Conan Gray sáng tác, với chất liệu lấy cảm hứng từ những năm tháng tuổi thơ nhọc nhằn của anh, khi vừa phải trải qua sự thiếu thốn, lạm dụng lẫn phân biệt đối xử. Album có 6 đĩa đơn quảng bá bao gồm "Checkmate", "Comfort Crowd", "Maniac", "The Story", "Wish You Were Sober" và "Heather".
Mặc dù không được những nhà phê bình âm nhạc và tờ báo lớn chú ý 
nhiều tới. Kid Krow vẫn nhận được nhiều đánh giá tích cực đến từ giới chuyên môn, chủ yếu về chất lượng sản xuất, lời bài hát chân thật, đậm chất tự sự và giai điệu cùng giọng hát đầy sáng tạo của anh. Ngoài ra, album cũng đạt được những thành công thương mại nhất định, với việc đứng ở vị trí số 5 của Bảng Xếp hạng Billboard 200 và đứng đầu bảng xếp hạng Album nhạc Pop tại Hoa Kỳ cũng như ra mắt ở Top 2 album có lượng doanh số bán đĩa cao. Sau khi ra mắt, "Heather" - track thứ 10 trong album đã trở nên nổi tiếng và được lan truyền mạnh mẽ trên nền tảng TikTok, mang lại một lượng người hâm mộ lớn cho ca sĩ.

## Sáng tác
Gray đã từng nói với tờ People rằng phần lớn album của anh lấy cảm hứng từ chính quá khứ khó khăn của bản thân, như sau:

"Khi bạn còn trẻ, rất khó để suy nghĩ tích cực được rằng cuộc sống sẽ luôn có lúc thăng lúc trầm. Tôi đã phải sống trong một gia đình luôn mang lại sự bất an cho bản thân, và cuộc sống của tôi lúc đó thực sự rất bế tắc. Và vì thế, khi còn là một đứa trẻ, tôi đã luôn tự trách bản thân mình rằng 'Mày sẽ không thể làm được điều gì để vượt qua thời điểm khủng hoảng này đâu, hết cách rồi' và vì thế tôi chỉ đành bất lực tự giải quyết và đối mặt với những nỗi đau đã dày vò mình qua năm tháng."

Gray đã nói với tờ Teen Vogue rằng việc lớn lên ở Texas với thân phận là một đứa con lai đã thực sự tác động rất lớn đến tính cách và con người của anh, vì lúc đó bản thân anh đã cảm thấy lạc lõng và cho rằng mình không có nơi nào để thuộc về cả.

"Album này là một cuốn sách ghi lại những bài học về cách mà tôi nhận thức về thế giới này. Tôi đã kể về những người bạn và những khán giả gặp được trong chuyến lưu diễn năm ngoái. Và album này là chính bản thân tôi. Tôi biết mình không phải là người ngầu và kì lạ nhất, những chiếc album đã thể hiện cách tôi tự chấp nhận bản thân rằng mình lập dị đến thế nào, và tôi không cần thay đổi để trở thành người nào khác hết. Đây cũng là một cơ hội để tôi có thể lan tỏa sự động viên của mình đến mọi người, để họ có thể học cách chấp nhận bản thân mình và không thấy phiền muộn về điều đó.
- Conan Gray nói với tờ Clash.

## Ra mắt và quảng bá
Trong suốt nửa năm sau của năm 2019, Conan Gray đã ra mắt các đĩa đơn và video âm nhạc để chuẩn bị cho album đầu tay của mình, bao gồm "Checkmate", "Comfort Crowd", và "Maniac". Vào tháng 10 năm 2019, anh đã bắt đầu chuyến lưu diễn thứ 2 trong sự nghiệp của mình - "Comfort Crowd Tour" với sự hỗ trợ từ nhạc sĩ nổi tiếng người New Zealand Benee cũng như nghệ sĩ người Mỹ UMI . Video âm nhạc của ca khúc "Maniac" đã có sự xuất hiện của nữ diễn viên người Anh Jesssica Barden. Trong tuần thứ 2 của năm 2020, Conan Gray đã làm người hâm mộ chú ý khi đăng những gợi ý hằng ngày về tựa đề của album debut của mình. Vào ngày 9 tháng 1 năm 2020, Gray đã chính thức tiết lộ tựa đề của album mang tên Kid Krow và bày tỏ rằng: "Tôi đã bày tỏ những suy nghĩ và cảm xúc của mình trong album này nhiều hơn bất cứ lần nào trong đời, và tôi không thể mong chờ hơn để kể cho các bạn nghe về những bí mật của mình." Ngay sau đó, Gray đã ra mắt đĩa đơn thứ 4 của album - ca khúc The Story trùng với ngày thông báo tựa đề của album và danh sách tên các ca khúc. Video âm nhạc của ca khúc đã được ra mắt sau đó chỉ vài ngày. Sau đó, Gray đã ra mắt đĩa đơn thứ 5 Wish You Were Sober mà không thông báo trước như một món quà bất ngờ dành tặng người hâm mộ, chỉ 2 ngày trước khi ra mắt album. Kid Krow đã chính thức được ra mắt vào ngày 20 tháng 3 năm 2020 bởi hãng đĩa Republic Records tại Mỹ và hãng đĩa Island Records ở Anh. Ngoài ra, tên miền "kidkrow.com" cũng đã được đăng ký để sử dụng như một đồng hồ đếm ngược tương tác trực tiếp với link những nền tảng xã hội của Gray được đính kèm trên trang web. Video âm nhạc cho "Heather" - ca khúc thứ 10 và cũng là đĩa đơn cuối cùng trong album đã được ra mắt vào ngày 20 tháng 8 năm 2020, trước khi bài hát phủ sóng đài phát thanh radio đương đại tại Anh và được lan truyền rộng rãi trên mạng xã hội.
Vào tháng 2 năm 2020, Gray đã thông báo chặng diễn xuyên Châu Âu nằm trong chuyến lưu diễn quảng bá album The Kid Krow World Tour với các điểm đến như Vienna, Oslo, Zurich, Warsaw, Hamburg, Copenhagen, Paris và Madrid. Chuyến lưu diễn đã bị hoãn vô thời hạn sau đó vì tình hình đại dịch Covid-19

## Đánh giá chuyên môn
| Đánh giá chuyên môn | Đánh giá chuyên môn |
| Nguồn đánh giá      | Nguồn đánh giá      |
| Nguồn               | Đánh giá            |
| ------------------- | ------------------- |
| All Music           | [ 13 ]              |
| "DIY"               | [ 14 ]              |
| "Dork"              | [ 15 ]              |
| "Paper"             | Đánh giá tích cực   |
| "Paste"             | Đánh giá tích cực   |

Kid Krow đã nhận được rất nhiều đánh giá tích cực đến từ các nhà phê bình âm nhạc sau khi ra mắt.

"Ở độ tuổi chỉ vừa tròn 21, Gray đã xoay sở để gói ghém những những nỗi mộng nhớ tình yêu, ham muốn, nỗi sợ và những thành tích của thế hệ cậu ấy có được vào một album dài 30 phút vừa êm dịu, vừa nổi loạn. Hãy chuẩn bị sẵn khăn giấy của bạn trước khi nghe album này."
- Brendon Wetmore viết cho tờ Paper"
"Ngay cả vào những khoảnh khắc mong mỏi, cảm xúc mãnh liệt nhất, bài hát của Gray vẫn có đủ sức lôi cuốn để khiến bạn không thể ngừng hát theo.
- Matt Collar viết cho tờ All Music
"Vừa thảo luận về những chủ đề mà không ai muốn nói đến trong khi phải cân bằng sự thể hiện tài năng của bản thân, Gray đã thể hiện một tinh thần nhẹ nhàng, thanh thản, mang đến niềm hi vọng về một tương lai tốt đẹp hơn."
-Piper Westrom viết cho tờ Riff

Người ta nhận thấy nhiều điểm tương đồng lớn giữa album Kid Krow với các tác phẩm của Lorde và Taylor Swift - hai trong số những nguồn cảm hứng lớn nhất của Gray.. Taylor Swift đã phản hồi về album trên story tại Instagram cá nhân của cô rằng: "Tôi đang phát cuồng vì cả cái album, nhưng CHÍNH CA KHÚC NÀY (Wish You Were Sober) thực sự là một tuyệt tác. Không nói nhiều nhưng tôi sẽ nghe đi nghe lại những ca khúc này cho đến cuối đời. Sau đó, Gray đã phản hồi lại (viết in hoa toàn bộ): "Cảm ơn chị vì đã là nguồn cảm hứng viết nhạc và biểu tượng cho cả cuộc đời em. Em thực lòng cảm thấy như chính chị đã nuôi dạy em trở thành cả một nhạc sĩ và một con người. Những ý nghĩa lớn lao đó ngôn từ của em không thể nào diễn đạt hết. Cảm ơn chị vì mọi thứ. Swifty for life."

## Thành tích thương mại
Kid Krow đã debut tại vị trí số 5 bảng xếp hạng Billboard 200  với tổng cộng hơn 49.000 đơn vị album được bán ra, bao gồm hơn 37.000 bản thuần. Thêm vào đó, album đã đứng đầu bảng xếp hạng Album nhạc Pop và vị trí thứ 2 của bảng xếp hạng doanh số album tại Mỹ. Cũng tại đây, Kid Krow đã trở thành album debut của nghệ sĩ trẻ thành công nhất của năm (tính đến tháng 9 năm 2020), và là album debut solo nhạc Pop lớn nhất trong hơn 2 năm kể từ khi Camila Cabello ra mắt album cùng tên vào năm 2018. Ngoài ra, nó cũng đã trở thành album phòng thu debut thành công nhất nửa đầu 2020 tại Vương quốc Anh và album hay thứ 6 của năm ở Ireland. Kid Krow cũng đã chễm chệ trên top 30 bảng xếp hạng album tại Anh cũng như top 5 tại Canada, top 26 tại Úc, top 20 tại Ireland, 11 ở Scotland và Lithuania, top 32 tại New Zealand, 49 ở Bỉ, 21 tại Estonia và 94 tại Hà Lan.
Kid Krow sau đó đã trải qua một cú tụt hạng trên bảng xếp hạng Billboard 200 khi rơi từ top 5 xuống vị trí 86, trước khi hoàn toàn rời khỏi bảng xếp hạng vào tuần thứ 3. Một vài tháng sau, album đã nhận được cú đẩy trong doanh số bán đĩa từ sau khi một track trong album - Heather bỗng chốc trở thành hiện tượng toàn cầu vào giữa năm 2020. Nó đã trở lại bảng xếp hạng vào tháng 8 và cuối cùng đã nhảy vọt lên vị trí ổn định ở khoảng top 60 - thứ hạng mà album đã duy trì được trong khoảng 8 tuần. Sự thành công của Heather cũng đã giúp Kid Krow xuất hiện trên bảng xếp hạng của các nước khác như Na Uy và Phần Lan.

## Xếp hạng
| Các bảng xếp hạng (năm 2020)             | Thứ hạng xuất hiện |
| ---------------------------------------- | ------------------ |
| Album Úc (ARIA)                          | 26                 |
| Album Áo (Ö3 Austria)                    | 60                 |
| Album Bỉ (Ultratop Vlaanderen)           | 49                 |
| Album Canada (Billboard)                 | 5                  |
| Album Phần Lan (Suomen virallinen lista) | 27                 |
| Estonian Albums (Eesti Tipp-40)          | 21                 |
| Album Hà Lan (Album Top 100)             | 94                 |
| Album Ireland (OCC)                      | 20                 |
| Lithuanian Albums (AGATA)                | 11                 |
| Album New Zealand (RMNZ)                 | 32                 |
| Norwegian Albums (VG-lista)              | 33                 |
| Album Ba Lan (ZPAV)                      | 28                 |
| Album Bồ Đào Nha (AFP)                   | 38                 |
| Album Scotland (OCC)                     | 11                 |
| Album Tây Ban Nha (PROMUSICAE)           | 39                 |
| Album Thụy Điển (Sverigetopplistan)      | 60                 |
| Album Anh Quốc (OCC)                     | 30                 |
| Album Hoa Kỳ Billboard 200               | 5                  |

| Bảng xếp hạng (cuối năm 2020) | Vị trí |
| ----------------------------- | ------ |
| US Billboard 200              | 180    |

## Chứng nhận doanh số
| Quốc gia                                                    | Chứng nhận | Số đơn vị/doanh số chứng nhận |
| ----------------------------------------------------------- | ---------- | ----------------------------- |
| Canada (Music Canada)                                       | Gold       | 40.000‡                       |
| Hoa Kỳ (RIAA)                                               | Gold       | 500.000‡                      |
| ‡ Chứng nhận dựa theo doanh số tiêu thụ và phát trực tuyến. |            |                               |

## Danh sách ca khúc
Tất cả các ca khúc được viết bởi Conan Gray, trừ những phần được ghi chú. Tất cả ca khúc đều được sản xuất bởi Dan Nigro, trừ những phần được ghi chú.
| Danh sách bài hát của Kid Krow | Danh sách bài hát của Kid Krow | Danh sách bài hát của Kid Krow          | Danh sách bài hát của Kid Krow | Danh sách bài hát của Kid Krow |
| STT                            | Nhan đề                        | Sáng tác                                | Sản xuất                       | Thời lượng                     |
| ------------------------------ | ------------------------------ | --------------------------------------- | ------------------------------ | ------------------------------ |
| 1.                             | "Comfort Crowd"                | Gray Dan Nigro                          |                                | 2:54                           |
| 2.                             | "Wish You Were Sober"          | Gray Nigro                              |                                | 2:48                           |
| 3.                             | "Maniac"                       | Gray Nigro                              |                                | 3:05                           |
| 4.                             | "(Online Love)"                |                                         | Gray                           | 0:37                           |
| 5.                             | "Checkmate"                    |                                         |                                | 2:28                           |
| 6.                             | "The Cut That Always Bleeds"   |                                         |                                | 3:51                           |
| 7.                             | "Fight or Flight"              |                                         |                                | 2:51                           |
| 8.                             | "Affluenza"                    | Gray Nigro                              |                                | 3:19                           |
| 9.                             | "(Can We Be Friends?)"         |                                         |                                | 0:57                           |
| 10.                            | "Heather"                      |                                         | Nigro Jam City                 | 3:18                           |
| 11.                            | "Little League"                | Gray Ben Berger Ryan McMahon Ryan Rabin | Captain Cuts                   | 3:14                           |
| 12.                            | "The Story"                    |                                         |                                | 4:05                           |
| Tổng thời lượng:               | Tổng thời lượng:               | Tổng thời lượng:                        | Tổng thời lượng:               | 33:33                          |

## Những người thực hiện
Danh sách được lấy từ ghi chú trên bìa album
- Conan Gray – người hát, viết nhạc (all tracks), giọng bè (tracks 1–3,5–7,10,12), sản xuất (track 4), acoustic guitar (track 4,9)
- Daniel Nigro – nhà sản xuất (tracks 1,3,5,12), viết nhạc (track 3), bass (tracks 1,3–5,10), guitar điện (tracks 1–2,5,7–8,10,12), acoustic guitar (tracks 1,5–6,10,12), bass (tracks 1–3,8,12), trống (tracks 1–3,5–8,12), tổng hợp âm thanh (tracks 1–3,7–8,12), kĩ sư (tracks 1–3,6–8,10,12), mixer (track 9)
- Ryan Linvil – trống (tracks 1,5), bass điện tử (tracks 5,7)
- Captain Cuts – nhà sản xuất (track 11), sáng tác (track 11), đệm guitar (track 11), trống (track 11), bass (track 11), viết lời (track 11)
- Mitch McCarthy – mixer (tracks 1,6–8,10,12)
- Chris Kasych – kĩ sư (tracks 1,6–7)
- Jam City – hỗ trợ sản xuất (track 10), đệm guitar (track 10), kỹ sư (track 10), trống (track 10)
- Sterling Laws – trống (tracks 1,6–7)
- Oscar Neidhardt – kĩ sư âm giọng/hậu kì (track 11)
- John Hanes – kĩ sư (track 3)
- Serban Ghenea – mixer (tracks 2–3,11)
- Michael Freeman  – additional mixer (track 5)
- Spike Stent – mixer (track 5)
- Erick Sema – đệm guitar (tracks 6–7)
- Kathleen – giọng bè (track 12)
- Randy Merrill - mastering

## Lưu diễn quảng bá
Để quảng bá cho album đầu tay của mình, Conan Gray đã lên kế hoạch và thông báo tổ chức Tour diễn quốc tế thứ 3 trong sự nghiệp của mình, The Kid Krow World Tour với 4 chặng diễn trong suốt năm 2020, nhưng sau đó chuyến lưu diễn đã bị hoãn vô thời hạn vì tình hình đại dịch Covid-19
Lịch trình dự kiến của chuyến lưu diễn
| Kid Krow World Tour | Kid Krow World Tour | Kid Krow World Tour | Kid Krow World Tour                      | Kid Krow World Tour | Kid Krow World Tour |
| ------------------- | ------------------- | ------------------- | ---------------------------------------- | ------------------- | ------------------- |
| Ngày                | Thành phố           | Quốc gia            | Địa điểm                                 | Nghệ sĩ hỗ trợ      | Lượng vé dự kiến    |
| Châu Âu             |                     |                     |                                          |                     |                     |
| 26 tháng 4, 2020[a] | Oslo                | Parkteatret         | 500                                      | Bulow               |                     |
| 27 tháng 4, 2020[a] | Stockholm           | Thụy Điển           | Debbaser                                 | Bulow               | 850                 |
| 28 tháng 4, 2020[a] | Copenhagen          | Đan Mạch            | Vega                                     | Bulow               | 2,250               |
| 30 tháng 4, 2020[a] | Amsterdam           | Hà Lan              | Melkweg                                  | Bulow               | 1,250               |
| 1 tháng 5, 2020[a]  | Berlin              | Đức                 | Huxley's                                 | Bulow               | 1,500               |
| 2 tháng 5, 2020[a]  | Hamburg             | Đức                 | Gruenspan                                | Bulow               | 800                 |
| 5 tháng 5, 2020[a]  | Cologne             | Đức                 | Live Music Hall                          | Bulow               | 1,500               |
| 6 tháng 5, 2020[a]  | Luxembourg          | Luxembourg          | Rockhall                                 | Bulow               | 6,500               |
| 7 tháng 5, 2020[a]  | Zürich              | Thụy Sĩ             | X-tra                                    | Bulow               | 1,800               |
| 9 tháng 5, 2020[a]  | Warsaw              | Ba Lan              | Progresja                                | Bulow               | 2,500               |
| 11 tháng 5, 2020[a] | Vienna              | Áo                  | WUK                                      | Bulow               | 750                 |
| 12 tháng 5, 2020[a] | Munich              | Đức                 | Backstage Werk                           | Bulow               | 800                 |
| 13 tháng 5, 2020[a] | Milan               | Ý                   | Magazzini Generali                       | Bulow               | 1,000               |
| 15 tháng 5, 2020[a] | Madrid              | Tây Ban Nha         | Sala But                                 | Bulow               | 1,000               |
| 16 tháng 5, 2020[a] | Barcelona           | Tây Ban Nha         | Razzmatazz                               | Bulow               | 2,500               |
| 19 tháng 5, 2020[a] | Paris               | Pháp                | Le Trianon                               | Bulow               | 1,091               |
| 21 tháng 5, 2020[a] | Birmingham          | Anh                 | Digbeth Institue                         | Bulow               | 2,000               |
| 22 tháng 5, 2020[a] | Glasgow             | Scotland            | SWG3 Galvanizers                         | Bulow               | 2,000               |
| 23 tháng 5, 2020[a] | Manchester          | Anh                 | The Ritz                                 | Bulow               | 1,500               |
| 26 tháng 5, 2020[a] | London              | Anh                 | Shephard's Bush Empire                   | Bulow               | 2,000               |
| 30 tháng 5, 2020[a] | Dublin              | Cộng hòa Ireland    | Olympia Theatre                          | Bulow               | 1,600               |
| Bắc Mĩ              |                     |                     |                                          |                     |                     |
| 18 tháng 6, 2020    | Dover               | Hoa Kỳ              | Firefly Music Festival                   | N/A                 | N/A                 |
| Châu Úc             |                     |                     |                                          |                     |                     |
| 23 tháng 9, 2020    | Brisbane            | Úc                  | Fortitude Music Hall                     | 3,300               | N/A                 |
| 24 tháng 9, 2020    | Melbourne           | Úc                  | The Forum                                | 2,520               | N/A                 |
| 26 tháng 9, 2020    | Sydney              | Úc                  | Luna Park                                | 2,085               | N/A                 |
| Bắc Mĩ              |                     |                     |                                          |                     |                     |
| 9 tháng 10, 2020    | Indio               | Hoa Kỳ              | Coachella Valley Music and Arts Festival | N/A                 | N/A                 |
| 11 tháng 10, 2020   | Indio               | Hoa Kỳ              | Coachella Valley Music and Arts Festival | N/A                 | N/A                 |
| 16 tháng 10, 2020   | Indio               | Hoa Kỳ              | Coachella Valley Music and Arts Festival | N/A                 | N/A                 |

## Lịch sử ra mắt
| Nơi ra mắt | Ngày ra mắt      | Định dạng                                    | Hãng đĩa       | Tham khảo |
| ---------- | ---------------- | -------------------------------------------- | -------------- | --------- |
| Toàn cầu   | 20 tháng 3, 2020 | CD digital download streaming vinyl cassette | Republic       | [ 49 ]    |
| Anh        | 20 tháng 3, 2020 | CD, Vinyl, Streaming, Cassette               | Island Records |           |